# Kinnara fumata
Kinnara fumata är en insektsart som först beskrevs av Melichar 1903.  Kinnara fumata ingår i släktet Kinnara och familjen Kinnaridae. Inga underarter finns listade i Catalogue of Life.